# Sid Ahmed Agoumi
Sid Ahmed Agoumi (en arabe : سيد أحمد أقومي) (de son vrai nom Sid Ahmed Méziane), né le 5 octobre 1940 à Bologhine , Alger, est un acteur algérien.

## Biographie
D'origine Kabyle, commençant sa carrière dans les années 1960, touchant avec la même énergie au théâtre à la télévision ou encore au cinéma, il jouera dans plus de 50 films, dont Z de Costa-Gavras. Il a également dirigé la maison de la Culture et du théâtre à Tizi Ouzou et le Théâtre national algérien (TNA). Il a été aussi le directeur des théâtres d'Annaba et de Constantine (1974-1975).
Installé en France depuis la fin des années 1990, Sid Ahmed y poursuit une carrière de comédien au théâtre et au cinéma. Il a notamment prêté sa voix à Jean Sénac, Mouloud Feraoun, Rachid Mimouni, Benamar Mediene et Kateb Yacine (Nedjma). Récemment[Quand ?], on a pu le voir au Québec dans Le Collier d'Hélène de Carole Fréchette et dans La Chute de Biljana Srbljanović où il jouait le rôle de Slobodan Milošević. Il a par ailleurs reçu un prix d’interprétation masculine pour Les Diseurs de vérité de Karim Traïdia qui sera[Quand ?] diffusé lors des 21e Francophonies en Limousin.

## Filmographie

### Cinéma
- 1968 : La Voie de Mohamed Slim Riad
- 1969 : Z de Costa-Gavras : le chauffeur personnel
- 1969 : Les Hors-la-loi de Tewfik Farès : Slimane
- 1974 : Forbidden Zone d'Ahmed Lallem
- 1983 : Moissons d'acier de Ghaouti Bendedouche
- 1983 : Le Moulin de monsieur Fabre d'Ahmed Rachedi
- 1989 : Layla, ma raison de Taïeb Louhichi : l'envoyé du Prince
- 1993 : Automne, octobre à Alger de Mohammed Lakhdar-Hamina : Yazid
- 1997 : L'Autre Côté de la mer de Dominique Cabrera
- 1998 : La vie sauve d'Alain Raoust
- 1999 : Paddy de Gérard Mordillat
- 2000 : Les Diseurs de vérité de Karim Traïdia
- 2005 : Il était une fois dans l'Oued de Djamel Bensalah : M. Mohamed Sabri
- 2006 : Gourbi Palace de Bachir Derrais : Hamid
- 2007 : Morituri d'Okacha Touita : M. Lankabout
- 2008 : Lorsque les Rebelles éthique
- 2009 : Llob de Bachir Derrais
- 2010 : L'Italien d'Olivier Baroux : Mohamed Ben Saoud, le père de Dino
- 2010 : Taxiphone: El Maktoub de Mohammed Soudani : Youssouf
- 2011 : Beur sur la ville de Djamel Bensalah : le vieux Chibani
- 2012 : Le noir (te) vous va si bien de Jacques Bral : Rachid
- 2013 : Cheba Louisa de Françoise Charpiat : Tayeb, le père de Djemila
- 2013 : Les Invincibles de Frédéric Berthe : fonctionnaire consulat
- 2016 : Timgad de Fabrice Benchaouche : Mokhtar, l'instituteur

### Télévision
- 1965 : La nuit a peur du soleil
- 1975 : Les Enfants de novembre
- 1980 : Kahla Oua Beida d'Abderrahmane Bouguermouh (téléfilm)
- 1999 : La Vocation d'Adrienne : Mustapha (une seule épisode)
- 2000 : Vent de colère de Michael Raeburn : Kabril (téléfilm)
- 2003 : Simon le juste de Gérard Mordillat (téléfilm)
- 2007 : Avocats et Associés : l'imam Shadili (une seule épisode)
- 2007 : Rendez-vous avec le destin : l'inspecteur Allal
- 2007 : La Commune : Amir Mahmoud (4 épisodes)
- 2008 : Djemai Family : l'inspecteur Allal (saison 1.3)
- 2008 : Indama Tatamarradou El Akhlak
- 2009 : Aïssat Idir
- 2011 : Djemai Family : Concessionnaire auto (saison 3, une seule épisode)
- 2012 : Les Cinq parties du monde de Gérard Mordillat : le Niçois (téléfilm)
- 2012 : Dar Louzir de Slaheddine Essid : Merzek
- 2013 : Nsibti Laaziza de Slaheddine Essid : Ayachi (saison 3)
- 2014 : L'Esprit de famille de Frédéric Berthe : Farid Sahel (téléfilm)
- 2015-2021 : Sultan Achour 10 : ministre Qandil
- 2016 : B73 : Djamal
- 2016 : El Assrar
- 2019 : Rais Corso
- 2019 : AM l'Bac
- 2020 : Yemma

## Théâtre
- 1995 : Le Retour au désert de Bernard-Marie Koltès, mise en scène Jacques Nichet.
- 2004 : l'Homme poubelle de Matei Vișniec, mise en scène Gabriel Garran.

## Doublage

### Cinéma

#### Films
- 1998 : Couvre-feu : l'agent Spécial Frank Haddad du FBI (Tony Shalhoub)